# نشور سفلی
نشور سفلی، روستایی از توابع بخش موچش شهرستان کامیاران در استان کردستان ایران است. این روستا در دامنه کوه عوالان قرار دارد و یکی از زیباترین روستاهای بخش کامیاران است مردم روستای نشور مردمانی خون گرم ومهمان نواز هستن شغل اصلی این دیار کشاورزی .توت فرنگی .انگور.گردو .....است. نشور سفلی و نشور وسطی به دلیل جنگ‌های طایفه ای از نشور علیا در سال 1357بعداز انقلاب اسلامی جدا شده و به ارتفاعات پایین دست نقل مکان کرده‌اند و در دوران8سال دفاع مقدس هم رشادتهایی به جاگذاشتن 
نویدحمه گلانی

## جمعیت
این روستا در دهستان عوالان قرار دارد و براساس سرشماری مرکز آمار ایران در سال ۱۳۹۹جمعیت آن ۴۸۸ نفر (۱۴۲خانوار) بوده‌است.